# 아키텐 공작
아키텐의 군주는 아키텐의 역대 군주이다. 481년 프랑크 왕국의 통일 이후 프랑크의 영토였으나 클로비스 1세 사후 독자적인 군주를 선출하기도 하였고 프랑크 왕국과는 다소 분리된 직할 자치령을 형성하기도 했다. 717년 카를 마르텔에게 정벌당한 이후 프랑크의 왕이 아키텐의 군주를 겸하기도 했다. 이후 형식적인 독립과 자치를 유지하던 아키텐 왕국은 986년 위그 카페가 차지하면서 프랑스 왕국의 속령으로 통합되었다.

## 메로빙거 왕조
- 크람(555 ~ 560) : 클로타르 1세의 아들, 반역죄로 처형됨
- 데시다리우스(583 ~ 587) : 힐페리히 2세와 군트람 시대에 파견된 관료, 발다스티스와 공동
- 발다스티스 (583 ~ 587) : 힐페리히 2세와 군트람 시대에 파견된 관료, 데시다리우스와 공동
- 군도발트(584 ~ 585) : 클로타르 1세의 서자
- 오스트로발트 (587 ~ 589)
- 세레우스  (589 ~ 592)
- 하리베르트 2세(629 ~ 632)
- 힐페리히(632, 살해됨)
- 보기스 (632 ~ 660), 하리베르트 2세의 아들이며 고모뻘인 힐페리히 2세의 딸과 결혼
- 펠릭스 (660 ~ 670)
- 루푸스 1세 (670 ~ 676)
- 에우도 (688 ~735), 보기스의 아들
- 후놀드 1세 (735~748), 에우도의 아들
- 바이페루스 (748 ~767), 후놀드 1세의 아들
- 후놀드 2세 (767~769)

## 카롤링거 왕조
- 카를로만 (768~771)
- 루포 2세 (771~781), 가스코뉴의 공작으로, 샤를마뉴가 파견
- 크로손 (787 ~ 791), 토르손 백작, 샤를마뉴가 샤 파견
- 프랑크의 루트비히 1세(790 - 806)
  - 기욤 드 젤론(790 - 806), 샤를마뉴가 파견
- 로타르 1세(806 - 814)
- 아키텐의 피핀 1세(814 - 832)
- 서프랑크의 카를 2세(832 - 834)
- 아키텐의 피핀 1세(834 - 838)
- 아키텐의 피핀 2세(838 - 852)
- 서프랑크의 카를 2세(838 - 845) : 아키텐의 왕위 요구자
- 아키텐의 피핀 2세(854 - 864)
- 대머리왕 카를 2세
- 아키텐의 샤를 3세(864 - 866)
- 프랑크의 루이 2세(866 - 879)
- 샤를로망(879 - 884) - 서프랑크의 샤를로망
- 카를 3세(884 - 888)
- 라눌프 2세(Ranulf II, 888 - 890) - 아키텐의 귀족들에 의해 추대됨
- 에발루스(890 - 892)
- 윌리엄 1세 - 클루니 수도원 설립.(893 - 918)
- 샤를 4세(898 - 922)
  - 서프랑크의 군주가 겸임
- 윌렘 3세(935 - 963)
- 루이 5세(980 - 986)